# Tur'an
Tur'an (in arabo طرعان‎?, in ebraico תֻּרְעָן‎?) è un consiglio locale nel distretto Settentrionale di Israele. Si trova ai piedi del monte Tur'an e della valle di Tur'an, vicino alla strada principale da Haifa a Tiberiade, e circa 7 chilometri a nord di Nazareth. Nel 2017 contava una popolazione di 13 703 abitanti, composta principalmente da arabi israeliani, di cui l'88,5% musulmani e l'11,5% cristiani.